# Xã Blooming Prairie, Quận Steele, Minnesota
Xã Blooming Prairie (tiếng Anh: Blooming Prairie Township) là một xã thuộc quận Steele, tiểu bang Minnesota, Hoa Kỳ. Năm 2010, dân số của xã này là 430 người.